# Vincenzo Ferdinandi
Vincenzo Ferdinandi (Newark, 1920 - Roma, 1990) fue un diseñador italiano entre los fundadores de la Alta Moda italiana.

## Biografía
Nacido en los Estados Unidos, regresó a Italia a principios de la década de los cincuenta para abrir un taller en Roma en la muy mundana Via Veneto, el centro de Dolce vita.
Fue uno de los primeros grandes diseñadores de alta costura en competir con los modistos franceses más reconocidos en el ámbito internacional. En 1949 estuvo en París, llamado por Christian Dior para una colaboración estilística con la casa francesa.
En 1952 participó en el histórico desfile de modas en el Palazzo Pitti en Florencia, juntos a estilistas famosos de la época como Roberto Capucci, la Sartoria Antonelli, Giovanelli Sciarra, Carosa, Germana Marucelli, Polinober, Vanna y Jole Veneziani. Una muy joven Oriana Fallaci enviada por el semanario Epoca dijo la noticia.
También en 1952, desafiando las convenciones de la época fue el primero en mostrar a una afroamericana, Dolores Francine Rhiney, en una pasarela de Alta Moda.
En 1953, fundó juntos con otros grandes nombres de la época (incluyendo a Emilio Schuberth, Sorelle Fontana, Alberto Fabiani, Jole Veneziani, Giovannelli-Sciarra, Mingolini-Guggenheim, Eleonora Garnett y Simonetta), el SIAM - Sindicato Italiano de Alta Costura (que se convertirá en la Cámara Nacional de la Moda Italiana).
Sus creaciones son usadas por actrices y por maniquíes de aquellos años. Virna Lisi, Sylva Koscina, Isabella Albonico, Eloisa Cianni, Lucia Bosè, Lilli Cerasoli, Ivy Nicholson, Anna Maria Ghislanzoni, Marta Marzotto y una muy joven Elsa Martinelli son algunas de ellas.